# Damallsvenskan 2022
La Damallsvenskan 2022 fue la 35.ª edición de la Damallsvenskan, primera división de fútbol femenino en Suecia. 
IF Brommapojkarna, Umeå IK y IFK Kalmar fueron los nuevos equipos esta temporada.

## Equipos
| Club                   | Ciudad       | Estadio                       | Capacidad |
| ---------------------- | ------------ | ----------------------------- | --------- |
| AIK                    | Estocolmo    | Skytteholms IP                | 5.200     |
| BK Häcken              | Gotemburgo   | Bravida Arena                 | 6.500     |
| Djurgardens IF         | Estocolmo    | Estadio Olímpico de Estocolmo | 14.417    |
| Eskilstuna United DFF  | Eskilstuna   | Tunavallen                    | 7.600     |
| Fotboll Club Rosengård | Malmö        | Malmö IP                      | 5.700     |
| Hammarby Fotboll       | Estocolmo    | Hammarby IP                   | 3.700     |
| IF Brommapojkarna      | Estocolmo    | Grimsta IP                    | 5.000     |
| IFK Kalmar             | Kalmar       | Guldfågeln Arena              | 12.000    |
| KIF Örebro DFF         | Örebro       | Behrn Arena                   | 12.624    |
| Kristianstads DFF      | Kristianstad | Kristianstad fotbollsarena    | 3.080     |
| Linköpings FC          | Linköping    | Linköping Arena               | 8.500     |
| Piteå IF               | Pitea        | LF Arena                      | 3.000     |
| Umeå IK                | Umeå         | Gammliavallen                 | 10.000    |
| Vittsjö GIK            | Vittsjö      | Vittsjö IP                    | 3.000     |

## Clasificación
| Pos. | Equipo                | Pts. | PJ | G  | E | P  | GF | GC | Dif. | Clasificación o descenso             |
| ---- | --------------------- | ---- | -- | -- | - | -- | -- | -- | ---- | ------------------------------------ |
| 1    | FC Rosengård (C)      | 66   | 26 | 21 | 3 | 2  | 74 | 24 | +50  | Clasificación a la Liga de Campeones |
| 2    | BK Häcken             | 59   | 26 | 18 | 5 | 3  | 65 | 22 | +43  | Clasificación a la Liga de Campeones |
| 3    | Linköpings FC         | 57   | 26 | 18 | 3 | 5  | 61 | 26 | +35  | Clasificación a la Liga de Campeones |
| 4    | Kristianstads DFF     | 52   | 26 | 16 | 4 | 6  | 57 | 28 | +29  |                                      |
| 5    | Hammarby Fotboll      | 48   | 26 | 15 | 3 | 8  | 43 | 29 | +14  |                                      |
| 6    | Vittsjö GIK           | 45   | 26 | 13 | 6 | 7  | 40 | 26 | +14  |                                      |
| 7    | Piteå IF              | 40   | 26 | 12 | 4 | 10 | 34 | 26 | +8   |                                      |
| 8    | Eskilstuna United DFF | 40   | 26 | 12 | 4 | 10 | 33 | 32 | +1   |                                      |
| 9    | KIF Örebro DFF        | 38   | 26 | 12 | 2 | 12 | 37 | 37 | 0    |                                      |
| 10   | Djurgårdens IF        | 26   | 26 | 8  | 2 | 16 | 31 | 48 | −17  |                                      |
| 11   | IFK Kalmar            | 19   | 26 | 5  | 4 | 17 | 25 | 64 | −39  |                                      |
| 12   | IF Brommapojkarna     | 12   | 26 | 3  | 3 | 20 | 20 | 60 | −40  | Descenso a Elitettan                 |
| 13   | Umeå IK               | 12   | 26 | 3  | 3 | 20 | 21 | 68 | −47  | Descenso a Elitettan                 |
| 14   | AIK                   | 8    | 26 | 2  | 2 | 22 | 18 | 69 | −51  | Descenso a Elitettan                 |

 Fuente: svenskfotboll.se
Criterios de clasificación: 1) Puntos; 2) Diferencia de goles; 3) Número de goles marcados

## Resultados
| Local \ Visitante     | AIK | IBP | DIF | ESK | HÄK | HAM | KAL | KRI | LIN | ORE | PIT | ROS | UME | VIT |
| --------------------- | --- | --- | --- | --- | --- | --- | --- | --- | --- | --- | --- | --- | --- | --- |
| AIK                   |     | 0–2 | 2–4 | 1–2 | 0–3 | 0–1 | 1–2 | 2–6 | 0–4 | 2–0 | 1–0 | 0–6 | 0–0 | 0–3 |
| IF Brommapojkarna     | 1–1 |     | 1–1 | 1–3 | 1–5 | 0–2 | 2–3 | 1–2 | 1–5 | 1–2 | 0–1 | 0–3 | 3–0 | 1–3 |
| Djurgårdens IF        | 4–2 | 2–1 |     | 2–0 | 1–3 | 1–2 | 4–0 | 1–0 | 1–2 | 1–2 | 1–4 | 2–5 | 3–0 | 0–3 |
| Eskilstuna United DFF | 1–0 | 3–0 | 1–0 |     | 1–2 | 0–1 | 1–0 | 1–1 | 0–2 | 2–0 | 1–3 | 0–3 | 4–2 | 0–0 |
| BK Häcken             | 7–1 | 1–0 | 0–0 | 0–1 |     | 4–1 | 3–1 | 3–1 | 2–0 | 6–0 | 3–1 | 2–2 | 5–0 | 2–3 |
| Hammarby Fotboll      | 2–0 | 4–1 | 3–0 | 0–3 | 1–2 |     | 4–0 | 0–2 | 0–1 | 0–0 | 1–0 | 2–0 | 2–0 | 2–2 |
| IFK Kalmar            | 3–1 | 1–0 | 0–1 | 1–1 | 1–2 | 1–5 |     | 0–2 | 1–4 | 0–4 | 0–1 | 0–6 | 3–2 | 0–1 |
| Kristianstads DFF     | 5–1 | 4–1 | 4–0 | 2–2 | 1–2 | 3–1 | 4–0 |     | 1–0 | 3–0 | 1–0 | 0–2 | 4–1 | 1–0 |
| Linköpings FC         | 2–1 | 4–0 | 2–1 | 5–2 | 1–5 | 3–1 | 2–2 | 4–1 |     | 1–0 | 2–0 | 3–4 | 7–0 | 1–1 |
| KIF Örebro DFF        | 5–1 | 4–0 | 2–0 | 1–0 | 0–1 | 0–1 | 4–2 | 3–2 | 0–0 |     | 0–1 | 2–4 | 2–0 | 0–1 |
| Piteå IF              | 1–0 | 0–0 | 3–0 | 1–2 | 1–1 | 1–1 | 1–0 | 2–2 | 0–1 | 4–1 |     | 2–1 | 3–1 | 1–2 |
| FC Rosengård          | 2–1 | 2–0 | 3–0 | 1–0 | 2–0 | 4–1 | 6–2 | 1–1 | 1–0 | 2–0 | 2–1 |     | 5–2 | 3–2 |
| UME                   | 2–0 | 1–2 | 2–1 | 1–2 | 1–1 | 0–3 | 1–1 | 0–2 | 0–3 | 1–3 | 0–1 | 0–3 |     | 4–0 |
| Vittsjö GIK           | 1–0 | 3–0 | 1–0 | 2–0 | 0–0 | 1–2 | 1–1 | 0–2 | 1–2 | 1–2 | 2–1 | 1–1 | 5–0 |     |

## Estadísticas

### Máximas goleadoras
| Puesto | Jugadora                    | Club                  | Goles |
| ------ | --------------------------- | --------------------- | ----- |
| 1      | Amalie Jørgensen Vangsgaard | Linköping             | 22    |
| 2      | Évelyne Viens               | Kristianstad          | 21    |
| 3      | Tabby Tindell               | Kristianstad          | 14    |
| 4      | Olivia Schough              | Rosengård             | 12    |
| 5      | Pauline Hammarlund          | Häcken                | 11    |
| 5      | Madelen Janogy              | Hammarby              | 11    |
| 7      | Hlín Eiríksdóttir           | Piteå                 | 10    |
| 7      | Paulina Nyström             | Eskilstuna United DFF | 10    |
| 7      | Jutta Rantala               | Vittsjö               | 10    |
| 10     | Loreta Kullashi             | Rosengård             | 9     |
| 10     | Mia Persson                 | Rosengård             | 9     |
| 10     | Alyssa Walker               | Kalmar                | 9     |

### Máximas asistencias
| Puesto | Jugadora          | Club         | Asistencias |
| ------ | ----------------- | ------------ | ----------- |
| 1      | Olivia Schough    | Rosengård    | 12          |
| 2      | Évelyne Viens     | Kristianstad | 10          |
| 3      | Heidi Kollanen    | Örebro       | 8           |
| 3      | Loreta Kullashi   | Rosengård    | 8           |
| 5      | Mia Carlsson      | Kristianstad | 7           |
| 5      | Alva Selerud      | Linköping    | 7           |
| 7      | Stina Lennartsson | Linköping    | 6           |
| 7      | Clara Markstedt   | Vittsjö      | 6           |
| 9      | Anam Imo          | Piteå        | 5           |

### Más vallas invictas
| Puesto | Jugadora         | Club              | Vallas invictas |
| ------ | ---------------- | ----------------- | --------------- |
| 1      | Anna Tamminen    | Hammarby          | 12              |
| 2      | Melina Loeck     | Kristianstad      | 11              |
| 3      | Cajsa Andersson  | Linköping         | 10              |
| 3      | Sabrina D'Angelo | Vittsjö           | 10              |
| 5      | Mandy McGlynn    | Piteå             | 9               |
| 5      | Teagan Micah     | Rosengård         | 9               |
| 7      | Tove Enblom      | Örebro            | 7               |
| 7      | Jennifer Falk    | Häcken            | 7               |
| 7      | Katie Fraine     | Eskilstuna        | 7               |
| 10     | Kelsey Daugherty | Djurgården        | 6               |
| 11     | Lovisa Koss      | IF Brommapojkarna | 3               |
| 12     | Serina Backmark  | AIK               | 2               |
| 12     | Angel Mukasa     | Rosengård         | 2               |
| 12     | Erin Nayler      | Umeå IK           | 2               |